# Nicolo Giraud
 (décembre 2023).
Si vous disposez d'ouvrages ou d'articles de référence ou si vous connaissez des sites web de qualité traitant du thème abordé ici, merci de compléter l'article en donnant les références utiles à sa vérifiabilité et en les liant à la section « Notes et références ».
Nicolo ou Nicolas Giraud (vers 1795 - ?) fut l'ami et peut-être l'amant de George Gordon Byron.
Giraud rencontra probablement le poète vers 1810, alors que Byron séjournait à Athènes, où ils passèrent beaucoup de temps ensemble. On croit que Giraud aurait enseigné l'italien à Byron et qu'il fut son compagnon de voyage en Grèce. Byron défraya le coût des études du jeune homme et a indiqué dans son testament que Giraud devait recevoir 7 000 £ (environ 390 000 £ en 2010) à la mort de Byron. Toutefois, des années après que Byron et Giraud se furent séparés, Byron a modifié son testament pour en retirer Giraud. Outre sa relation avec Byron, on connaît peu de choses de la vie de Giraud. 
L'amitié entre Byron et Giraud est devenue un sujet d'intérêt pour les biographes et les spécialistes de Byron. Certains croient que leur relation était platonique, mais de la correspondance entre Byron et ses amis a été utilisée, depuis la fin du XXe siècle, pour soutenir la thèse d'une relation amoureuse. Le premier à avoir évoqué une relation sexuelle entre les deux hommes est l'auteur du poème Don Leon, dans lequel Byron tient le rôle principal et Giraud est décrit comme l'ayant libéré des préjugés sexuels britanniques. Le poème n'est cependant pas biographique : il fait la promotion des visions sociale et politique de l'auteur.